# 岡山県道251号馬屋瀬戸線
岡山県道251号馬屋瀬戸線（おかやまけんどう251ごう まやせとせん）は、岡山県赤磐市から岡山市東区に至る一般県道である。

## 概要
赤磐市馬屋と岡山市東区瀬戸町笹岡を結ぶ。

### 路線データ
- 起点：岡山県赤磐市馬屋（馬屋交差点、岡山県道27号岡山吉井線交点）
- 終点：岡山県岡山市東区瀬戸町笹岡（岡山県道・兵庫県道96号岡山赤穂線交点）
- 総延長：約3.2 km

## 路線状況
ほぼ全線にわたって1車線 - 1.5車線ほどの狭い道であり、付近の生活道路となっている。

## 地理

### 通過する自治体
- 赤磐市
- 岡山市（東区）

### 交差する道路
| 交差する道路                     | 市町村名 | 市町村名 | 交差する場所 | 交差する場所      |
| -------------------------------- | -------- | -------- | ------------ | ----------------- |
| 岡山県道27号岡山吉井線           | 赤磐市   | 赤磐市   | 馬屋         | 馬屋交差点 / 起点 |
| 岡山県道・兵庫県道96号岡山赤穂線 | 岡山市   | 東区     | 瀬戸町笹岡   | 終点              |

### 沿線
- 環太平洋大学 第1キャンパス（終点付近）